# 植松賞雅
植松 賞雅（うえまつ たかまさ）は、江戸時代中期の公卿・華道家。官位は権中納言、参議、右近衛中将、従二位。中御門天皇（114代）・桜町天皇（115代）・桃園天皇（116代）・後桜町天皇（117代）・後桃園天皇（118代）の五代にわたって仕えた。
華道家としては松月堂古流の継承者として知られる。

## 経歴
宝永2年（1705年）、岩倉乗具の三男として生まれた。京都の岩倉邸で生まれた。母は家女房。初名は具金。
正徳3年（1713年）に叙爵。享保5年（1720年）に当時子がなかった宮内卿・植松雅孝の養子に入った。植松家は岩倉家の分家千種家のそのまた分家にあたる。享保6年（1721年）に元服し、植松家の通し字「雅」を使った「賞雅」と改名。その後、右近衛権少将や右近衛権中将を経て元文3年（1736年）に従三位となり、公卿に列した。
延享4年（1747年）正三位に昇進。宝暦4年（1754年）に参議。宝暦7年（1757年）に従二位となり、明和5年（1768年）に権中納言となっている。
なお、養父・雅孝には賞雅の養子入り後に実子・幸雅が生まれていた。そのため、賞雅には実子がいながらも幸雅を養子に迎えて後を継がせている。賞雅の実子二人は実家岩倉家の養子に入っている（岩倉尚具・岩倉広雅）。
天明5年（1785年）10月26日、死去。81歳。
華道家としても事績を残した。是心軒一露に師事して華道を学び、五大坊の花号をもらっている。一露の第一の高弟として知られ、一露が創設した華道の流派「松月堂古流」は、賞雅が継承して以降、植松家が代々継承し、京都や付近の諸国の寺社に広められていくことになる。晩年に花号を和光庵卜友に譲っている。

## 系譜
- 父：岩倉乗具
- 母：家女房
- 兄弟：岩倉恒具、千種有敬、賞雅[3]
- 養父：植松雅孝
- 妻：不詳
- 家女房[3]
  - 男子：岩倉尚具 - 岩倉恒具の養子[3]
  - 男子：岩倉広雅 - 兄・岩倉尚具の養子[3]
- 養子
  - 男子：植松幸雅 - 養父・植松雅孝の子